# Aname diversicolor
Aname diversicolor är en spindelart som först beskrevs av Henry Roughton Hogg 1902.  Aname diversicolor ingår i släktet Aname och familjen Nemesiidae.
Artens utbredningsområde är Sydaustralien. Inga underarter finns listade i Catalogue of Life.